# Moulin Rouge! (comédie musicale)
Pour les articles homonymes, voir Moulin rouge (homonymie).
Moulin Rouge! The Musical est une comédie musicale juke-box avec un livret de John Logan. La comédie musicale est basée sur le film Moulin Rouge sorti en 2001, réalisé par Baz Luhrmann et écrit par Luhrmann et Craig Pearce.
La comédie musicale a été créée le 10 juillet 2018 au Emerson Colonial Theatre à Boston. Moulin Rouge! a débuté à Broadway au Al Hirschfeld Theatre, avec des avant-premières à partir du 28 juin 2019 pour s'ouvrir officiellement le 25 juillet.

## Contexte

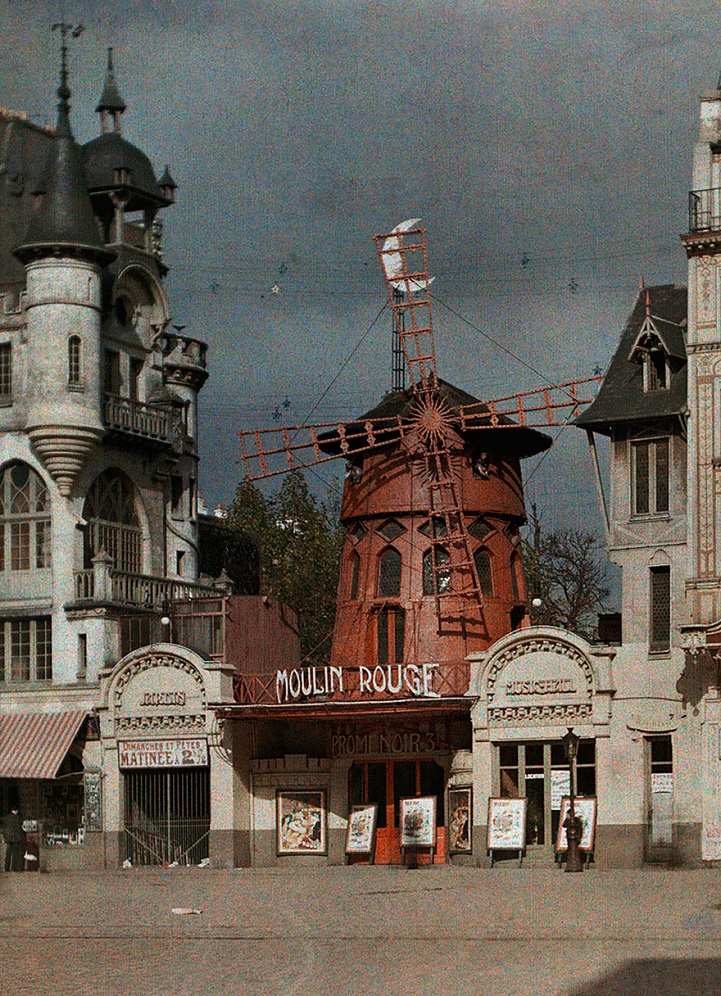
Le Moulin-Rouge en 1914.

En 2002-2003, des rumeurs sur la possibilité d'une comédie musicale basée sur Moulin Rouge! avaient été entendues, peut-être à Las Vegas, mais aucune déclaration publique n'avait été faite à ce sujet. Certaines sources ont affirmé en 2006 que le réalisateur Baz Luhrmann avait approché les protagonistes du film, Nicole Kidman et Ewan McGregor, pour jouer dans la version sur scène.
En 2016, il a été annoncé qu'une comédie musicale était en cours de développement par Global Creatures sous la direction d'Alex Timbers.
Un atelier a eu lieu en 2017, avec Aaron Tveit et Karen Olivo.

## Synopsis
L'action de Moulin Rouge! se situe dans le quartier de Montmartre à Paris, à la Belle Époque au début du XXe siècle. La comédie musicale raconte l'histoire de Christian, un jeune compositeur, tombé amoureux de l'actrice de cabaret Satine, vedette du Moulin-Rouge. Semblable au film, la partition de la comédie musicale associe des chansons originales à des musiques populaires, « y compris des chansons écrites durant les 17 années écoulées depuis la sortie du film »,,.

## Productions

### Boston (2018)
Moulin Rouge! devait commencer les représentations en avant-première le 27 juin 2018 au Emerson Colonial Theatre à Boston. L'ouverture officielle de la production était prévue pour le 22 juillet 2018 et devrait s'achever le 5 août 2018. Le 6 juin, il est annoncé que la production de Boston est prolongée de 16 représentations supplémentaires jusqu'au 19 août. Les retards de construction dans la rénovation du théâtre colonial Emerson ont pour effet de repousser la date de la première représentation au 10 juillet 2018. La production présente une chorégraphie de Sonya Tayeh, des décors de Derek McLane et des costumes de Catherine Zuber. La conception de l'éclairage revient à Justin Townsend et la conception sonore à Peter Hylenski.

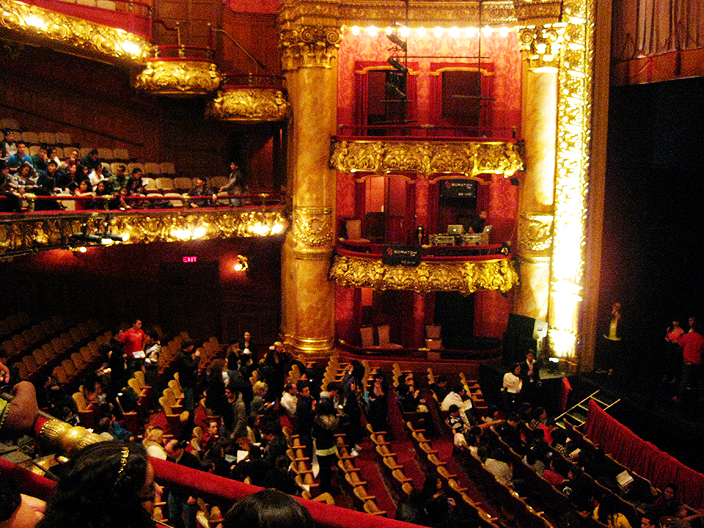
Salle du Colonial Theatre (Boston).

### Broadway (2019)
Le 19 novembre 2018, il est annoncé que Moulin Rouge! débutera sur Broadway au Al Hirschfeld Theatre. Les représentations à Broadway commencent le 28 juin 2019 et la soirée d'ouverture a eu lieu le 25 juillet.

### Melbourne (2021)
Le 28 juillet 2019, la productrice Carmen Pavlovic de Global Creatures annonce que la première internationale de la comédie musicale aura lieu dans son pays d'origine, l'Australie. Le spectacle ouvre ses portes au Regent Theatre de Melbourne en 2021,.

## Distribution
| Rôle                               | Workshop (2017)      | Boston (2018)        | Broadway (2019)      | West End (2021)      | Australie (2021)    | Tournée américaine (2022) | Corée du Sud (2022)            | Allemagne (2022)          | Japon (2023)                        |
| ---------------------------------- | -------------------- | -------------------- | -------------------- | -------------------- | ------------------- | ------------------------- | ------------------------------ | ------------------------- | ----------------------------------- |
| Satine                             | Karen Olivo          | Karen Olivo          | Karen Olivo          | Alinta Chidzey       | Liisi LaFontaine    | Courtney Reed             | Ivy, Kim Ji-Woo                | Sophie Berner             | Fūto Nozomi, Ayaka Hirahara         |
| Christian                          | Aaron Tveit          | Aaron Tveit          | Aaron Tveit          | Des Flanagan         | Jamie Bogyo         | Conor Ryan                | Hong Kwang-Ho, Lee Choong-joo  | Riccardo Greco            | Yoshio Inoue, Shōma Kai             |
| Harold Zidler                      | Eric Anderson        | Danny Burstein       | Danny Burstein       | Simon Burke          | Clive Carter        | Austin Durant             | Lee Jung-yeol, Kim Yong-Soo    | Gavin Turnbull            | Satoshi Hashimoto, Yuki Matsumura   |
| Le Duc de Monroth                  | Tam Mutu             | Tam Mutu             | Tam Mutu             | Andrew Cook          | Simon Bailey        | David Harris              | Lee Chang-yong, Sohn Joon-ho   | Gian Marco Schiaretti     | Kanata Irei, K                      |
| Henri de Toulouse-Lautrec          | Sahr Ngaujah         | Sahr Ngaujah         | Sahr Ngaujah         | Timomatic            | Jason Pennycooke    | Andre Ward                | Choi Ho-joong, Jung Won-young  | Alvon Le-Bass             | Tetsuya Ueno, Kazuya Kamikawa       |
| Santiago, l'Argentin Narcoleptique | Joel Perez           | Ricky Rojas          | Ricky Rojas          | Ryan Gonzalez        | Elia Lo Tauro       | Gabe Martinez             | Sim Gun-woo, Sim Sae-in        | Vini Gomes                | Tomohiko Nakai, Masataka Nakagauchi |
| Nini Jambes-en-l'Air               | Robyn Hurder         | Robyn Hurder         | Robyn Hurder         | Samantha Dodemaide   | Sophie Carmen Jones | Libby Lloyd               | Jeon Seong-hye                 | Annakathrin Naderer       | Kaede Kaga, Renge Fujimori          |
| La Chocolat                        | Jacqueline B. Arnold | Jacqueline B. Arnold | Jacqueline B. Arnold | Ruva Ngwenya         | Timmika Ramsay      | Harper Miles              | Kim Song-ee, Kim Joo-young     | Olivia Irmengard Grassner | Marie Sugaya, Emiko Suzuki          |
| Arabia                             | Holly James          | Holly James          | Holly James          | Olivia Vasquez       | Zoe Birkett         | Nicci Claspell            | Lee Jeong-ha, Bae Soo-jung     | Shanna Michelle Slaap     | Anri Isobe, MARIA-E                 |
| Baby Doll                          | Jeigh Madjus         | Jeigh Madjus         | Jeigh Madjus         | Christopher J Scalzo | Johnny Bishop       | Andres Quintero           | Kim Byung-joon, Yoo Seung-Yeop | Oxa                       | Tomomi Oto, Shyuto Chen             |

## Musique

### Numéros musicaux
2018 Boston
| Acte I - "Welcome to the Moulin Rouge* (Lady Marmalade†/So Fresh, So Clean/Rhythm of the Night†/Because We Can (Fatboy Slim))"† – Zidler, Nini, Monroth, La Chocolat, Arabia, Baby Doll et la troupe - "Bohemian Idea Part 1* (The Sound of Music†/I Don't Want to Wait/Every Breath You Take/Never Gonna Give You Up)" – Christian - "Bohemian Idea Part 2*" (Royals/Children of the Revolution†/We Are Young)" – Christian, Toulouse-Lautrec, Santiago et la troupe - "Satine's Entrance* (Diamonds Are Forever (en)/Diamonds Are a Girl's Best Friend†/Material Girl†/Single Ladies (Put a Ring on It)/Diamonds)" – Satine and Company - "Dancing with the 'Duke'* (Shut Up And Dance/Raise Your Glass/I Wanna Dance with Somebody (Who Loves Me))" – Satine, Christian, Toulouse-Lautrec, Santiago, Zidler et la troupe - "Backstage at the Moulin Rouge* (Firework)" – Satine - "In the Elephant* (Your Song)"† – Christian et Satine - "The Pitch*"† – Zidler, Toulouse-Lautrec, Christian, Santiago, Satine et Monroth - "Asking for Everything* (Sympathy For The Devil/You Can't Always Get What You Want/Gimme Shelter)" – Monroth et Satine - "Toulouse's Story* (Nature Boy)"† – Toulouse-Lautrec et Christian - "In the Elephant: Elephant Love Medley* (All You Need Is Love†/Love is Just a Game†/I Was Made for Lovin' You†/Just One Night†/Pride (In the Name of Love)†/Can't Help Falling In Love/Don't You Want Me/Don't Speak/I Love You Always Forever/It Ain't Me Babe/Love Hurts/Love is a Battlefield/Play the Game/Such Great Heights/Torn/Take On Me/Fidelity/What's Love Got To Do with It/Everlasting Love/Up Where We Belong†/Heroes†/I Will Always Love You)"† – Christian, Satine et la troupe | Acte II - "Rehearsal* (Bad Romance/Tainted Love/Seven Nation Army/Toxic/Sweet Dreams (Are Made of This))" – Santiago, Nini et la troupe - "Toulouse's Studio* (Come What May)"† – Christian et Satine - "Monroth's Proposal* (Only Girl (In the World)/Diamonds Are Forever (en)†/Material Girl†)" – Monroth, Satine et la troupe - "Backstage at the Moulin Rouge* (Shake It Out)" – Zidler, Satine, La Chocolat, Arabia, Baby Doll et la troupe - "The Green Fairy* (Chandelier)" – Christian, Santiago, Toulouse-Lautrec et la troupe - "Streets of Paris* (El Tango de Roxanne)"† – Christian, Zidler et la troupe - "Streets of Paris Part 2* (Crazy/Rolling in the Deep)" – Christian et Satine - "The Show* (Your Song (Reprise))" – Satine, Christian et la troupe - "Finale* (Come What May (Reprise))" – Christian et la troupe - "Bows* (Lady Marmalade†/Hey Ya!/Minnie the Moocher/Bad Romance/What's Love Got to Do with It/Don't You Want Me/Crazy/Galop Infernal†/Shut Up And Dance)" – La troupe |
† Chansons déjà utilisées dans le film de 2001.
*Scènes / points de tracé fournis avant la publication des titres de chansons
2019 Broadway
| Acte I - "Welcome to the Moulin Rouge!" (Lady Marmalade†/So Fresh, So Clean/Money (That's What I Want)/Let's Dance/Burning Down the House/Because We Can (Fatboy Slim))"† – Zidler, Nini, La Chocolat, Arabia, Baby Doll, Monroth, Christian, Toulouse-Lautrec, Santiago et la troupe - "Bohemian Ideas" (The Sound of Music†/I Don't Want to Wait/Every Breath You Take/Never Gonna Give You Up)" – Christian - "Truth, Beauty, Freedom, Love" (Royals/Children of the Revolution†/We Are Young)" – Christian, Toulouse-Lautrec, Santiago et la troupe - "The Sparkling Diamond" (Diamonds Are Forever (en)/Diamonds Are a Girl's Best Friend†/Material Girl†/Single Ladies (Put a Ring on It)/Diamonds)" – Satine et la troupe - "Shut Up and Raise Your Glass" (Shut Up And Dance/Raise Your Glass/I Wanna Dance with Somebody (Who Loves Me))" – Satine, Christian, Toulouse, Santiago et la troupe - "Firework" – Satine - "Your Song"† – Christian et Satine - "So Exciting! (The Pitch Song)"† – Zidler, Toulouse-Lautrec, Christian, Santiago, Satine et Monroth - "Sympathy For The Duke" (Sympathy For The Devil/You Can't Always Get What You Want/Gimme Shelter)" – Monroth, Satine et la troupe - "Nature Boy"† – Toulouse-Lautrec et Christian - "Elephant Love Medley" (All You Need Is Love†/Love is Just a Game†/I Was Made for Lovin' You†/Just One Night†/Pride (In the Name of Love)†/Can't Help Falling In Love/Don't You Want Me/Don't Speak/I Love You Always Forever/It Ain't Me, Babe/Love Hurts/Love is a Battlefield/Play the Game/Such Great Heights/Torn/Take On Me/Fidelity/What's Love Got To Do with It/Everlasting Love/Up Where We Belong†/Heroes†/I Will Always Love You)"† – Christian, Satine et la troupe | Acte II - "Backstage Romance" (Bad Romance/Tainted Love/Seven Nation Army/Toxic/Sweet Dreams (Are Made of This))" – Santiago, Nini et la troupe - "Come What May"† – Christian et Satine - "Only Girl In A Material World" (Only Girl (In the World)/Diamonds Are a Girl's Best Friend†/Material Girl†)" – Monroth, Satine et la troupe - "Chandelier" – Zidler, Christian, Santiago, Toulouse-Lautrec, La Chocolat, Arabia, Baby Doll et la troupe - "El Tango de Roxanne"† – Christian et la troupe - "Crazy Rolling" (Crazy/Rolling in the Deep)" – Christian, Satine et la troupe - "Your Song (Reprise) (Come What May/Your Song/Heroes)" – Satine, Christian et la troupe - "Come What May (Reprise)" – Christian et la troupe - "More More More!" (Lady Marmalade†/Hey Ya!/Because We Can (Fatboy Slim)/Minnie the Moocher/Bad Romance/What's Love Got to Do with It/Don't You Want Me/Crazy/Galop Infernal†)" – Zidler, Nini, La Chocolat, Arabia, Baby Doll, Toulouse-Lautrec, Santiago, Monroth, Christian, Satine et la troupe |
† Chansons déjà utilisées dans le film de 2001.

### Enregistrement
Moulin Rouge! The Musical (Original Broadway Cast Recording) a été publié sous forme numérique le 30 août 2019. Une édition physique devrait être publiée à une date ultérieure.

#### Titres
| No. | Titre                              | Artiste(s) | Durée | Chanson(s) |
| --- | ---------------------------------- | --- | ----- | --- |
| 1   | "Welcome to the Moulin Rouge!"     | Danny Burstein, Jacqueline B. Arnold, Robyn Hurder, Holly James, Jeigh Madjus, Tam Mutu, Aaron Tveit, Sahr Ngaujah, Ricky Rojas | 7:40  | - Lady Marmalade - Galop Infernal - Because We Can - Minnie the Moocher - Ouverture de "La Flûte enchantée" - Amores Como el Nuestro - So Fresh, So Clean - Money (That's What I Want) - Ride wit Me - Burning Down the House - Let's Dance - My Lovin' (You're Never Gonna Get It) - You Spin Me Round (Like a Record)                                                     |
| 2   | "Truth Beauty Freedom Love"        | Sahr Ngaujah, Ricky Rojas, Aaron Tveit                                                                                          | 2:54  | - Royals - Children of the Revolution - We Are Young |
| 3   | "The Sparkling Diamond"            | Karen Olivo | 4:38  | - Diamonds Are Forever - Diamonds Are a Girl's Best Friend - Material Girl - Single Ladies (Put a Ring on It), Brick House - My Lovin' (You're Never Gonna Get It) - Jungle Boogie - Diamonds |
| 4   | "Shut Up and Raise Your Glass"     | Aaron Tveit, Karen Olivo, Sahr Ngaujah, Ricky Rojas                                                                             | 2:42  | - Shut Up and Dance - Raise Your Glass - I Wanna Dance with Somebody (Who Loves Me) |
| 5   | "Firework"                         | Karen Olivo | 2:43  | |
| 6   | "Your Song"                        | Aaron Tveit, Karen Olivo | 3:09  | |
| 7   | "So Exciting! (The Pitch Song)"    | Tam Mutu, Aaron Tveit, Karen Olivo, Danny Burstein, Sahr Ngaujah, Ricky Rojas                                                   | 3:27  | - Milord - La Vie en rose - Habanera - Galop Infernal |
| 8   | "Sympathy for the Duke"            | Tam Mutu, Karen Olivo | 2:29  | - Sympathy for the Devil - You Can't Always Get What You Want - Gimme Shelter |
| 9   | "Nature Boy"                       | Sahr Ngaujah, Aaron Tveit | 2:39  | |
| 10  | "Elephant Love Medley"             | Aaron Tveit, Karen Olivo | 5:25  | - All You Need Is Love - Just One Night - Pride (In the Name of Love) - Play the Game - Love Hurts - Take On Me - I Love You Always Forever - Love Is a Battlefield - Don't Speak - Everlasting Love - What's Love Got to Do with It - Fidelity - Can't Help Falling in Love - Torn - Such Great Heights - Up Where We Belong - Heroes - Your Song - I Will Always Love You |
| 11  | "Backstage Romance"                | Ricky Rojas, Robyn Hurder | 5:22  | - Bad Romance - Seven Nation Army - Toxic - Sweet Dreams |
| 12  | "Come What May"                    | Aaron Tveit, Karen Olivo | 3:16  | |
| 13  | "Only Girl in a Material World"    | Tam Mutu, Karen Olivo | 3:00  | - Only Girl (In the World) - Diamonds Are a Girl's Best Friend - Material Girl |
| 14  | "Chandelier"                       | Danny Burstein, Ricky Rojas, Sahr Ngaujah, Aaron Tveit, Jacqueline B. Arnold, Holly James, Jeigh Madjus                         | 3:06  | |
| 15  | "El Tango de Roxanne"              | Aaron Tveit | 3:37  | - Roxanne - Chandelier - Tanguera |
| 16  | "Crazy Rolling"                    | Aaron Tveit, Karen Olivo | 5:13  | - Crazy - Rolling in the Deep |
| 17  | "Your Song (Reprise)"              | Karen Olivo, Aaron Tveit | 2:38  | - Come What May - Your Song - Heroes |
| 18  | "Finale (Come What May (Reprise))" | Aaron Tveit | 2:43  | - Come What May - Lady Marmalade |
| 19  | "More More More! (Encore)"         | Danny Burstein, Jacqueline B. Arnold, Robyn Hurder, Holly James, Jeigh Madjus, Ricky Rojas, Tam Mutu, Sahr Ngaujah              | 3:53  | - Lady Marmalade - Hey Ya! - Because We Can - Minnie the Moocher - Bad Romance - What's Love Got to Do with It - Crazy - Galop Infernal |

## Nominations et récompenses

### Original Boston production
| Année | Cérémonie    | Catégorie                       | Nomination       | Résultat   |
| ----- | ------------ | ------------------------------- | ---------------- | ---------- |
| 2019  | IRNE Awards, | Best New Musical                | Best New Musical | Lauréat    |
| 2019  | IRNE Awards, | Best Musical                    | Best Musical     | Lauréat    |
| 2019  | IRNE Awards, | Best Set Design                 | Derek McLane     | Lauréat    |
| 2019  | IRNE Awards, | Best Costume Design             | Catherine Zuber  | Lauréat    |
| 2019  | IRNE Awards, | Best Lighting Design            | Justin Townsend  | Nomination |
| 2019  | IRNE Awards, | Best Sound Design               | Peter Hylenski   | Lauréat    |
| 2019  | IRNE Awards, | Best Choreography               | Sonya Tayeh      | Nomination |
| 2019  | IRNE Awards, | Best Supporting Actor – Musical | Danny Burstein   | Lauréat    |
| 2019  | IRNE Awards, | Best Actress – Musical          | Karen Olivo      | Nomination |
| 2019  | IRNE Awards, | Best Actor – Musical            | Aaron Tveit      | Nomination |
| 2019  | IRNE Awards, | Best Music Director             | Cian McCarthy    | Lauréat    |
| 2019  | IRNE Awards, | Best Director – Musical         | Alex Timbers     | Nomination |

### Production originale de Broadway
| Année | Récompense                  | Catégorie                                                    | Nomination | Résultat   |
| ----- | --------------------------- | ------------------------------------------------------------ | --- | ---------- |
| 2020  | Tony Awards,                | Best Musical                                                 | Best Musical | Lauréat    |
| 2020  | Tony Awards,                | Best Book of a Musical                                       | John Logan | Nomination |
| 2020  | Tony Awards,                | Best Performance by a Leading Actor in a Musical             | Aaron Tveit | Lauréat    |
| 2020  | Tony Awards,                | Best Performance by a Leading Actress in a Musical           | Karen Olivo | Nomination |
| 2020  | Tony Awards,                | Best Performance by a Featured Actor in a Musical            | Danny Burstein | Lauréat    |
| 2020  | Tony Awards,                | Best Performance by a Featured Actor in a Musical            | Sahr Ngaujah | Nomination |
| 2020  | Tony Awards,                | Best Performance by a Featured Actress in a Musical          | Robyn Hurder | Nomination |
| 2020  | Tony Awards,                | Best Direction of a Musical                                  | Alex Timbers | Lauréat    |
| 2020  | Tony Awards,                | Best Choreography                                            | Sonya Tayeh | Lauréat    |
| 2020  | Tony Awards,                | Best Orchestrations                                          | Justin Levine, Matt Stine, Katie Kresek et Charlie Rosen | Lauréat    |
| 2020  | Tony Awards,                | Best Scenic Design of a Musical                              | Derek McLane | Lauréat    |
| 2020  | Tony Awards,                | Best Costume Design of a Musical                             | Catherine Zuber | Lauréat    |
| 2020  | Tony Awards,                | Best Lighting Design of a Musical                            | Justin Townsend | Lauréat    |
| 2020  | Tony Awards,                | Best Sound Design of a Musical                               | Peter Hylenski | Lauréat    |
| 2020  | Drama Desk Awards           | Outstanding Choreography                                     | Sonya Tayeh | Lauréat    |
| 2020  | Drama Desk Awards           | Outstanding Scenic Design of a Musical                       | Derek McLane | Lauréat    |
| 2020  | Drama Desk Awards           | Outstanding Costume Design of a Musical                      | Catherine Zuber | Lauréat    |
| 2020  | Drama Desk Awards           | Outstanding Lighting Design of a Musical                     | Justin Townsend | Lauréat    |
| 2020  | Drama Desk Awards           | Outstanding Sound Design of a Musical                        | Peter Hylenski | Lauréat    |
| 2020  | Drama League Awards         | Outstanding Production of a Broadway or Off-Broadway Musical | Outstanding Production of a Broadway or Off-Broadway Musical                                                                                                  | Lauréat    |
| 2020  | Drama League Awards         | Distinguished Performance                                    | Danny Burstein | Lauréat    |
| 2020  | Drama League Awards         | Distinguished Performance                                    | Karen Olivo | Nomination |
| 2020  | Outer Critics Circle Awards | Outstanding New Broadway Musical                             | Outstanding New Broadway Musical | Lauréat    |
| 2020  | Outer Critics Circle Awards | Outstanding Actor in a Musical                               | Aaron Tveit | Lauréat    |
| 2020  | Outer Critics Circle Awards | Outstanding Actress in a Musical                             | Karen Olivo | Lauréat    |
| 2020  | Outer Critics Circle Awards | Outstanding Featured Actor in a Musical                      | Danny Burstein | Lauréat    |
| 2020  | Outer Critics Circle Awards | Outstanding Scenic Design of a Play or Musical               | Derek McLane | Lauréat    |
| 2020  | Outer Critics Circle Awards | Outstanding Costume Design of a Play or Musical              | Catherine Zuber | Lauréat    |
| 2020  | Outer Critics Circle Awards | Outstanding Lighting Design of a Play or Musical             | Justin Townsend | Lauréat    |
| 2020  | Outer Critics Circle Awards | Outstanding Sound Design of a Play or Musical                | Peter Hylenski | Lauréat    |
| 2020  | Outer Critics Circle Awards | Outstanding Director of a Musical                            | Alex Timbers | Lauréat    |
| 2020  | Outer Critics Circle Awards | Outstanding Choreographer                                    | Sonya Tayeh | Lauréat    |
| 2020  | Outer Critics Circle Awards | Outstanding Orchestrations                                   | Justin Levine, with Matt Stine, Katie Kresek et Charlie Rosen                                                                                                 | Lauréat    |
| 2020  | Grammy Awards               | Best Musical Theater Album                                   | Danny Burstein, Tam Mutu, Sahr Ngaujah, Karen Olivo & Aaron Tveit (principaux solistes); Justin Levine, Baz Luhrmann, Matt Stine & Alex Timbers (producteurs) | Nomination |